# Nordafrikanischer Fußballpokal

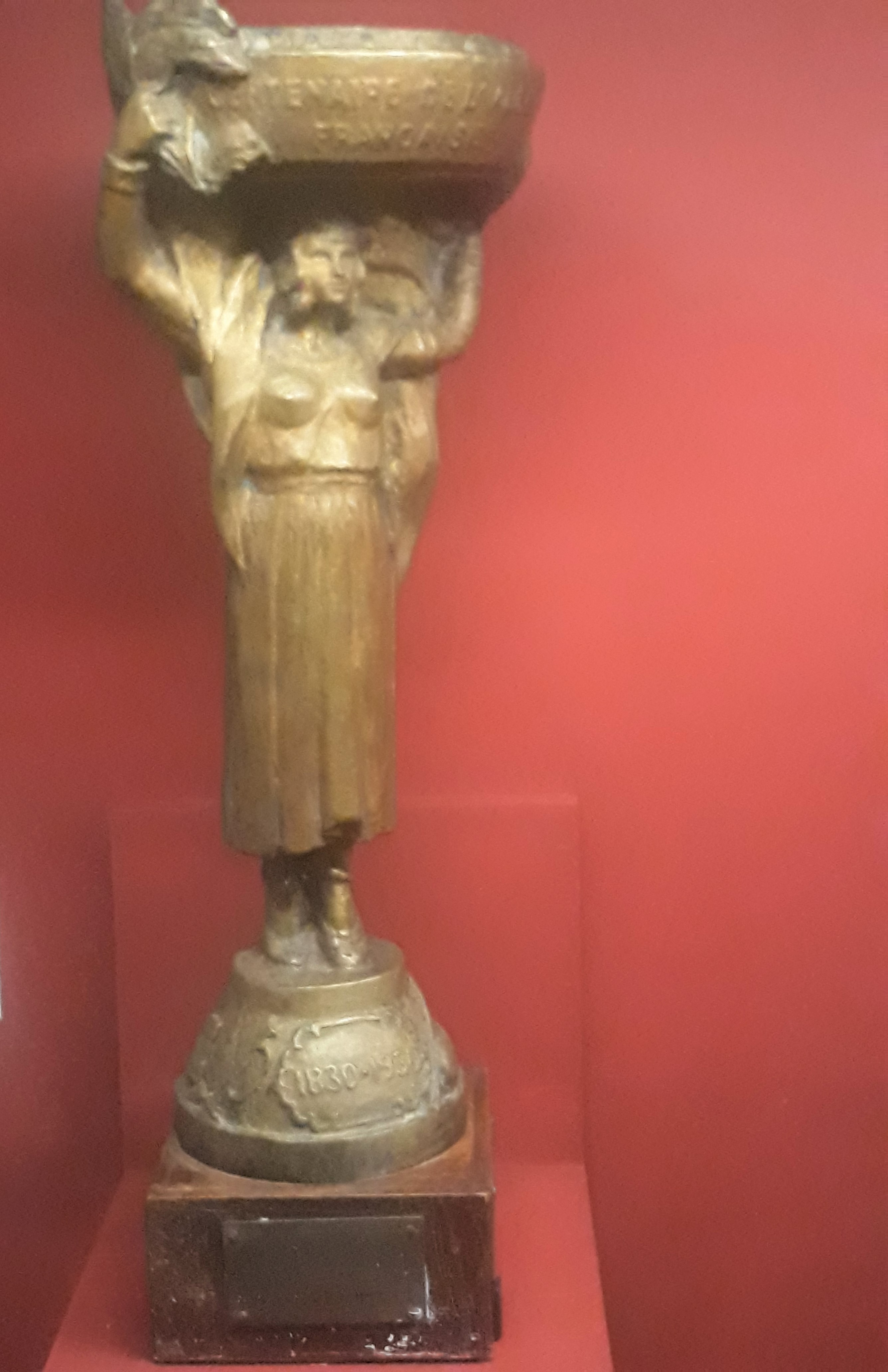
Die Trophäe des Coupe d’Afrique du Nord

Der Nordafrikanische Fußballpokal (französisch : Coupe d’Afrique du Nord) war ein Fußballvereinswettbewerb in den französischen Gebieten Nordafrikas. Der 1931 vom französischen Verband eingeführte Wettbewerb bestand bis 1955, als die Kolonien nach und nach unabhängig wurden. Während des Zweiten Weltkrieges wurde der Wettbewerb zeitweilig ausgesetzt. An dem Wettbewerb nahmen zunächst acht, später 32 Mannschaften aus Marokko, Tunesien und den drei algerischen Regionen Algier, Oran und Constantine teil. Nach welchen Kriterien die Regionen ihre Teilnehmer stellten, ist unklar.
Nach der Unabhängigkeit Marokkos und Tunesiens im Jahre 1956 wurde der Wettbewerb unter alleiniger Beteiligung der drei algerischen Regionen bis zur Unabhängigkeit von Frankreich 1962 als Coupe d’Algérie fortgeführt.

## Titelträger
Coupe d’Afrique du Nord
| - 1931 :00 CDJ Oran - 1932 :00 Racing Universitaire d’Alger - 1933 :00 CDJ Oran - 1934 :00 CDJ Oran - 1935 :00 CDJ Oran - 1936 :00 Italia de Tunis - 1937 :00 Racing Universitaire d’Alger - 1938 :00 Olympique Marocaine - 1939 :00 SA Marrakech - 1940–41: nicht ausgetragen - 1942 :00 SA Marrakech | - 1943–46 : nicht ausgetragen - 1947 :00 US Marocaine Casablanca - 1948 :00 US Athlétique Casablanca - 1949 :00 Wydad Casablanca - 1950 :00 AS Saint-Eugénoise - 1951 :00 Sporting Club Bel-Abbès - 1952 :00 FC Blida - 1953 :00 US Marocaine Casablanca - 1954 :00 USSC Aïn-Témouchent - 1955 :00 Sporting Club Bel-Abbès - 1956 :00 nicht beendet |

| Coupe d’Algérie - 1957 : AS Marine Oran - 1958 : Sporting Club Bel-Abbès - 1959 : Sporting Club Bel-Abbès - 1960 : Sporting Club Bel-Abbès - 1961 : Perrégauloise GS - 1962 : nicht beendet |